# Aphanamixis
Aphanamixis es  un género botánico de árboles con 37 especies descritas y de estas, solo 3 aceptadas, pertenecientes a la familia Meliaceae. Es originario de Asia tropical.

## Descripción
Son árboles o arbustos, Polígamo-dioicas. Hojas pinnadas impares; con foliolos opuestos;  con frecuencia la base oblicua, margen entero. Flores, globosas, sésiles. Las flores masculinas forman panículas. Las flores femeninas o bisexuales forman racimos. Sépalos 5, separados o connados en la base, imbricados. Pétalos 3, cóncavos, imbricados en la yema. Tubo de anteras casi globosos, ligeramente más cortos que los pétalos; anteras 3-6.  Cápsula septicida con 3 válvas, segmentos coriáceos. Semillas ariladas.

## Taxonomía
El género fue descrito por Carl Ludwig Blume y publicado en Bijdr. Fl. Ned. Ind. 4: 165. 1825.

## Especies aceptadas
A continuación se brinda un listado de las especies del género Aphanamixis aceptadas hasta enero de 2013, ordenadas alfabéticamente. Para cada una se indica el nombre binomial seguido del autor, abreviado según las convenciones y usos.
- Aphanamixis borneensis (Miq.) Merr.
- Aphanamixis polystachya (Wall.) R.Parker
- Aphanamixis sumatrana (Miq.) Harms